# Scheralij Dostijew
Scheralij Dostijew (auch Sherali Dostiev; * 12. Januar 1985 in Duschanbe, Tadschikische SSR, Sowjetunion) ist ein tadschikischer Boxer. Er kämpft im Halbfliegengewicht (bis 48 kg).
Scheralij Dostijews erster großer internationaler Wettkampf waren die Olympischen Spiele 2004, bei denen er aber bereits in der ersten Runde der gegen den Philippiner Harry Tañamor verlor. Bei den Boxweltmeisterschaften 2005 schlug er im Viertelfinale den Inder Suranjoy Singh und verlor im Halbfinale gegen den Chinesen und späteren Weltmeister Zhou Shiming. Damit gewann er die Bronzemedaille in diesem Wettkampf. Bei den Boxweltmeisterschaften 2007 konnte er diesen Erfolg nicht wiederholen. Er verlor im Achtelfinale erneut gegen den Philippiner Harry Tañamor.
Beim 1. Asiatischen Qualifikationsturnier für die Olympischen Spiele 2008 verlor er im Halbfinale gegen den Kasachen Birschan Schaqypow. Er nutzte seine 3. Chance beim 2. Asiatischen Qualifikationsturnier für die Olympischen Spiele, indem er ins Finale einzog und sich dort gegen den Mongolen Pürewdordschiin Serdamba durchsetzte. Hiermit qualifizierte er sich für die Olympischen Spiele 2008, wo er nach einer Niederlage in der ersten Runde gegen den Kubaner Yampier Hernández ausschied.